# Nikolai Prokopjewitsch Tschischewski

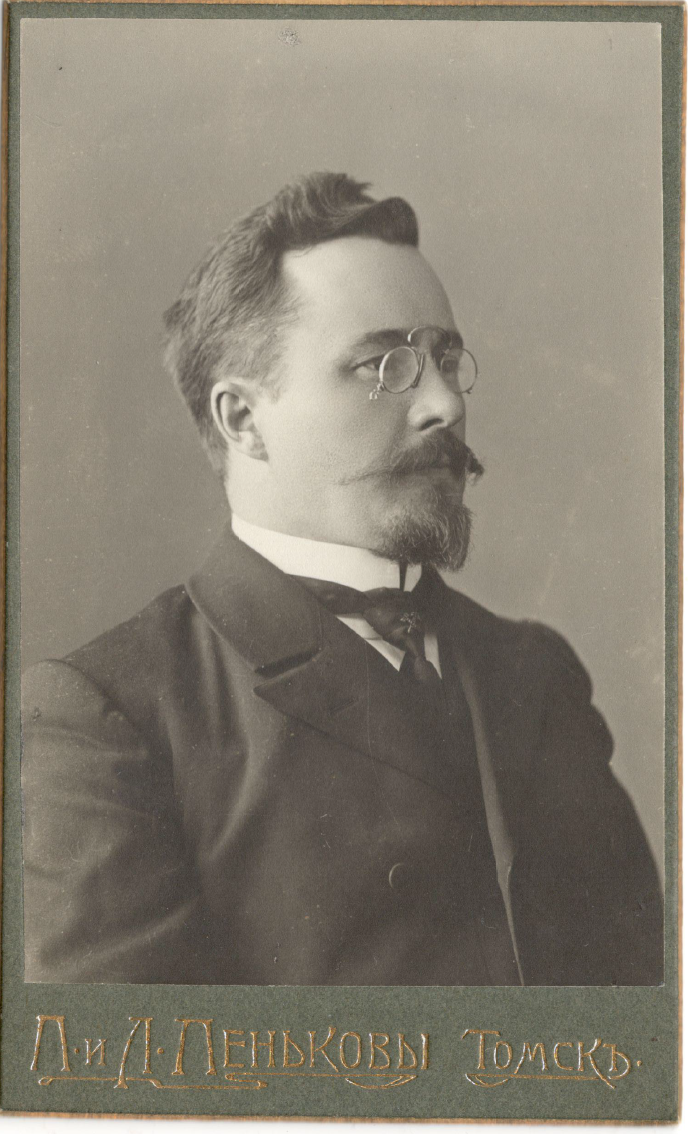
Nikolai Prokopjewitsch Tschischewski (1909)

Nikolai Prokopjewitsch Tschischewski (russisch Николай Прокопьевич Чижевский; * 27. Märzjul. / 8. April 1873greg. in Kasan; † 22. April 1952 in Moskau) war ein russisch-sowjetischer Metallurg und Hochschullehrer.

## Leben
Tschischewski war der älteste von sechs Brüdern, von denen zwei im Kindesalter starben. Ihre Eltern waren der Gerichtsbeamte Prokopi Andrejewitsch Tschischewski und die adlige Grundherrntochter Anna Grigorjewna, geborene Dembrowskaja. Die Familie verlor ihren Besitz in Kasan, die Mutter starb im Alter von 36 Jahren, und der Vater fand keine feste Anstellung mehr. Erst 1895 konnte Tschischewski in Jelez das Gymnasium abschließen. Er hatte sich für Physik und Malerei begeistert. Er hatte ohne Bezahlung in einem physikalischen Laboratorium gearbeitet und wurde von Maler Nikolai Lossew unterrichtet. Dem Gymnasium schenkte Tschischewski zum Abschied sein Bild des Sergius von Radonesch, dem die Gottesmutter erschien.
1895 begann Tschischewski das Studium an der Universität St. Petersburg in der Naturwissenschaftlichen Abteilung der Physikalisch-Mathematischen Fakultät. Außerdem besuchte er Vorlesungen in der Historisch-Philologischen Fakultät und in der Juristischen Fakultät. Seinen Lebensunterhalt verdiente er sich mit Privatstunden. In Alexei Faworskis Laboratorium führte er Untersuchungen zur organischen Synthese durch. Neben dem Studium nahm er zunächst Unterricht an der Malschule der Gesellschaft zur Förderung der Künste und dann bei Lew Dmitrijew-Kawkasski und bestand die Prüfung für die Zulassung zum Wettbewerb für die Aufnahme in die Kaiserliche Akademie der Künste. 1899 kurz vor dem Studienabschluss wurde er wegen Beteiligung an Demonstrationen und illegalen Treffen der Studenten vom Studium an der Universität und an der Akademie ausgeschlossen und in das Gouvernement Tambow verbannt mit Verlust des Rechts auf Besuch von Bildungseinrichtungen.
Zur Fortsetzung seiner Ausbildung ging er im Rahmen seiner begrenzten finanziellen Möglichkeiten nach Leoben zum Studium an der Steiermärkisch-Ständischen Montanlehranstalt in der Metallurgie-Fakultät. Zur Verkürzung des Studiums absolvierte er jährlich das doppelte Studienprogramm, und er erregte Aufmerksamkeit durch die Qualität seiner Zeichnungen. Das Studium schloss er 1901 ab. Bei den eintägigen Abschlussprüfungen war Wassili Ischewski vom Kiewer Polytechnischen Institut (KPI) anwesend, der zum Kennenlernen der Metallurgie-Ausbildung in Westeuropa abgeordnet worden war. Ischewski lud Tschischewski ein, zu ihm nach Kiew an den neuen Lehrstuhl für Metallurgie zu kommen, den er nach seiner Rückkehr gründen würde.
Tschischewski kehrte nach St. Petersburg zurück und erhielt an der Universität St. Petersburg nach Bestehen der Anerkennungsprüfungen für das nicht anerkannte ausländische Diplom, das Diplom I. Klasse für Chemie. Er bekam keine feste Anstellung und lebte  von Gelegenheitsarbeiten. Nach Abschluss eines Brückenprojekts bereiste er mit einem Gymnasiumsfreund westeuropäische Länder.
1902 folgte Tschischewski der Einladung Ischewskis nach Kiew und wurde dessen Assistent. Mit ihm baute Tschischewski als Laborant des KPI ein metallurgisches Laboratorium auf. Daneben schloss er das Studium als externer Student der Chemie-Fakultät des KPI 1906 ab. 1907 wurde er als Gastwissenschaftler an die Königlich Rheinisch-Westphälische Polytechnische Hochschule zu Aachen abgeordnet. Er studierte dort die Effekte von Molybdän und Wolfram auf die Eigenschaften von Schnellarbeitsstählen. Nach der Rückkehr begann er vielfältige Untersuchungen verschiedenartiger Eisenlegierungen. Für das Studium der Gefüge auf den metallografischen Schliffen entwickelte er spezielle Ätzmethoden. So konnte er unterschiedliche Phasen zu ihrer Identifizierung unterschiedlich einfärben und durch Farb-Mikrofotos dokumentieren, wie seine  Veröffentlichung von 1909 zeigt. Insbesondere untersuchte er die Effekte von Stickstoff auf die Eigenschaften von Eisen, Gusseisen und Stählen.
In Kiew arbeitete Tschischewski im bolschewistischen Untergrund mit. Seine Wohnung diente als Verteilstelle der Iskra. Untergetauchte Revolutionäre wurden  untergebracht.
1909 wurde Tschischewski nach Beteiligung am Wettbewerb des Technologischen Instituts Tomsk (TPI) für die Leitung des Lehrstuhls für Gusseisen, Stähle und Eisen als Leiter dieses Lehrstuhls berufen. Er entwickelte eine Apparatur für die Bestimmung des Stickstoffgehalts von Eisenwerkstoffen. Für das Aufsticken solcher Werkstoffe benutzte er heißes Ammoniak, wofür er den Temperaturbereich 450–600 °C optimal fand. 1911 bestand er die Adjunkt-Prüfung für die Anstellung als außerordentlicher Professor. 1913 wurde er Dekan der Bergbau-Abteilung des TPI. Im selben Jahr verteidigte er am KPI mit Erfolg seine Dissertation über Eisen und Stickstoff im Hinblick auf die Abhängigkeit der mechanischen Eigenschaften von Eisen, Gusseisen und Stählen vom Stickstoffgehalt für die Promotion zum Adjunkten der Metallurgie. 1915 wurde er ordentlicher Professor des TPI.
Ein weiterer Forschungsschwerpunkt Tschischewskis waren die Effekte des Bors auf die Eigenschaften von Eisenwerkstoffen. Er bestimmte 1915 das Eisen-Bor-Phasendiagramm und entwickelte das Borieren zur Härtung der Oberflächenschichten von Eisenwerkstoffen. Später dehnte er diese Untersuchungen auch auf Kobalt- und Nickel-Legierungen aus.
Im Ersten Weltkrieg war Tschischewski ab 1915 Vorsitzender der chemischen Sektion des Militär-Industriekomitees des Gouvernements Tomsk. Nach der Oktoberrevolution im Russischen Bürgerkrieg wurde das Leben in  Tomsk äußerst schwierig. Ein Teil der Studenten zog in den Krieg, und das TPI wurde geschlossen. Es gab keine Heizung, und Gehalt wurde nicht mehr gezahlt. Professoren legten Gemüsegärten an und züchteten Hühner und sogar Kühe. Einige Professoren emigrierten durch die Mandschurei.
1923 wurde Tschischewski als Professor und Dekan der Metallurgie-Fakultät an die neue Bergakademie Moskau berufen. 1930 wechselte er in das neue aus der Metallurgie-Fakultät der Bergakademie entstandene Moskauer Stahl-Institut. Einer seiner Mitarbeiter war Alexander Samarin. 1932–1935 leitete Tschischewski auch den Lehrstuhl für chemische Technologie der Festbrennstoffe des Mendelejew-Chemisch-Technischen Instituts Moskau. 1934 wurde er auf der Grundlage seiner 1914 verteidigten Dissertation und seiner wissenschaftlichen Arbeiten zum Doktor der technischen Wissenschaften promoviert.
1934 wechselte Tschischewski auf Einladung Iwan Gubkins in das Institut für Fossile Brennstoffe der Akademie der Wissenschaften der UdSSR (AN-SSSR, seit 1991 Russische Akademie der Wissenschaften (RAN)). Dort bearbeitete er zusammen mit D. W. Nagorski, den er in Leoben kennengelernt hatte, Probleme der Rohstoffbasis der Koksindustrie und der Konstruktion von Koksöfen. 1939 wurde Tschischewski zum Vollmitglied der AN-SSSR gewählt.
Tschischewski starb am 22. April 1952 in Moskau und wurde auf em Nowodewitschi-Friedhof begraben. Neben ihm wurden dann seine Frau Walentina Fjodorowna Tschischewskaja (1884–1971) und seine Tochter Jelena Nikolajewna (1907–1988) begraben.

## Ehrungen, Preise
- Russischer Orden der Heiligen Anna III. Klasse
- Sankt-Stanislaus-Orden III. Klasse
- Orden des Roten Banners der Arbeit (1939, 1945)[2]
- Stalinpreis I. Klasse (1943)[2]
- Medaille „Für heldenmütige Arbeit im Großen Vaterländischen Krieg 1941–1945“

## Werke (Auswahl)

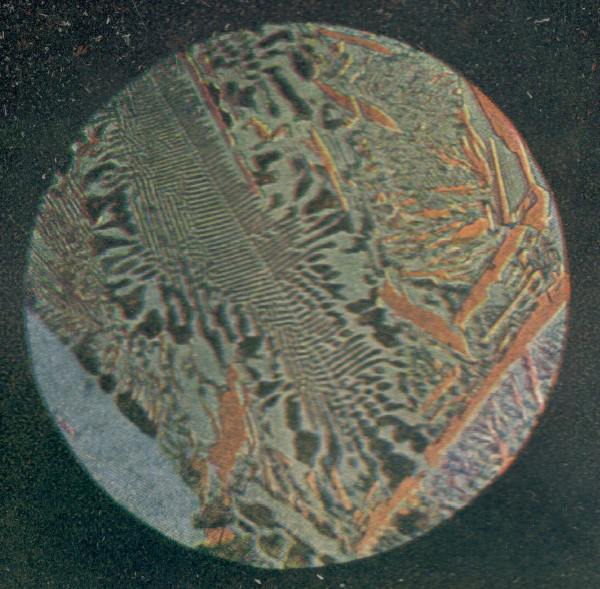
Farbmikrofoto eines Schliffs von phosphorhaltigem Gusseisen (rot: Zementit, blau: Phosphid, schwarz: Eisen)
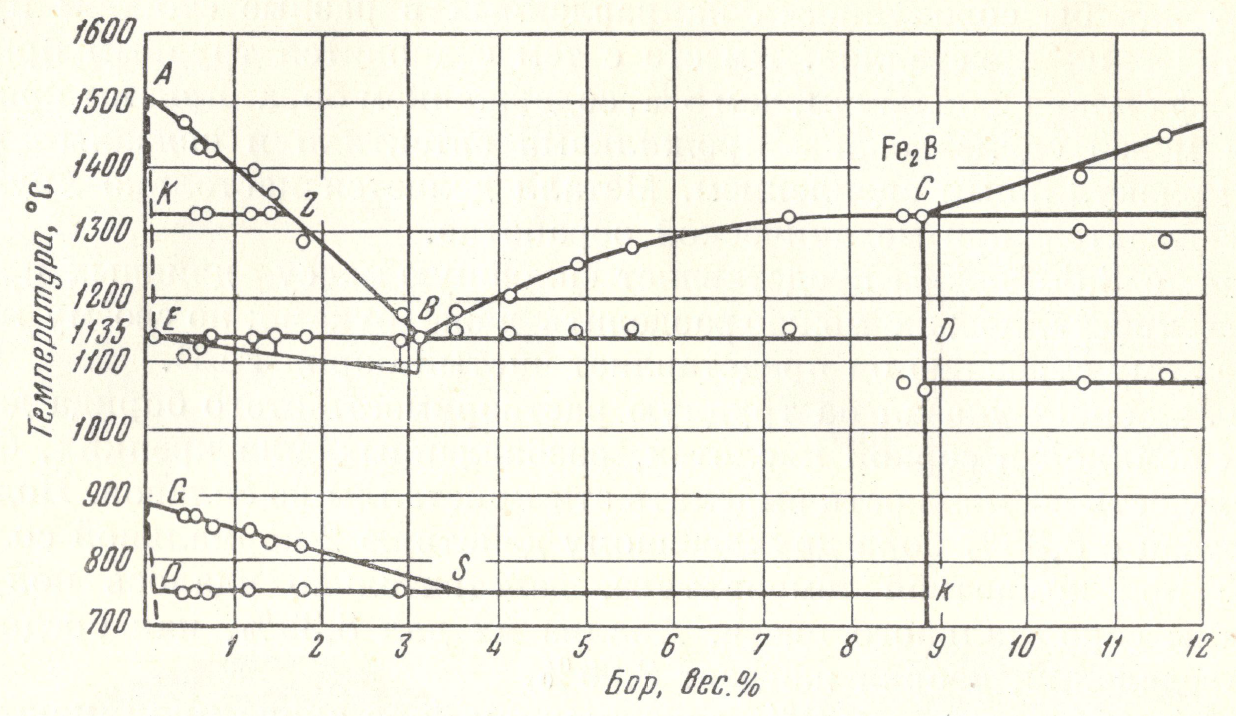
Eisen-Bor-Phasendiagramm
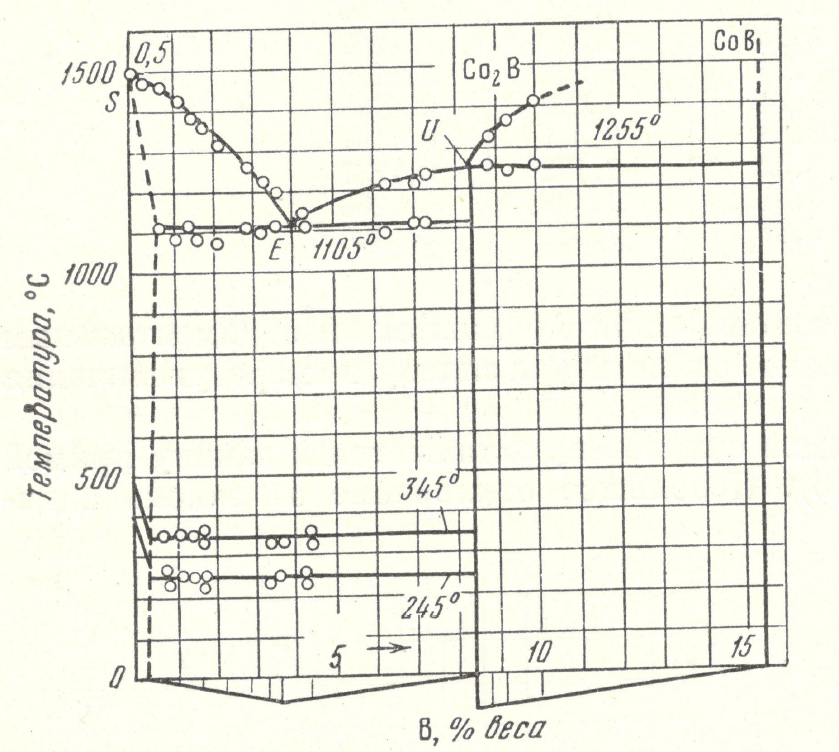
Kobalt-Bor-Phasendiagramm (Tschischewski, B. A. Schmelew, 1940)